# کروکووا
کروکووا (به لهستانی:  Krokowa) یک روستا در لهستان است که در گمینا کروکووا واقع شده‌است.
 کروکووا  ۳٬۵۰۰ نفر جمعیت دارد.